# Lutniczka zachodnia
Lutniczka zachodnia, lutniczka, gajówka lutniczka (Curruca hortensis) – gatunek ptaka z rodziny pokrzewek (Sylviidae).

## Systematyka
Do niedawna uznawana za jeden gatunek z lutniczką wschodnią (Curruca crassirostris).
Wyróżniono dwa podgatunki C. hortensis:
- Curruca hortensis hortensis – południowo-zachodnia Europa, północno-zachodnia Afryka.
- Curruca hortensis cyrenaicae – północno-wschodnia Libia.

## Wygląd
Samiec ma czarny wierzch głowy, podbródek jest biały, a reszta ciała niebieskawa. Samica jest o wiele bardziej brązowa. Długość ciała ok. 15 cm, masa ciała 14,6–30,5 g.

## Występowanie
Występuje w krajach śródziemnomorskich i w północnej Afryce, zimuje w Afryce na południe od Sahary. W okresie lęgowym zasiedla zadrzewienia.

## Zachowanie
Ptak ten często żeruje na drzewach, a nie na krzewach, jak robią to inne pokrzewki.

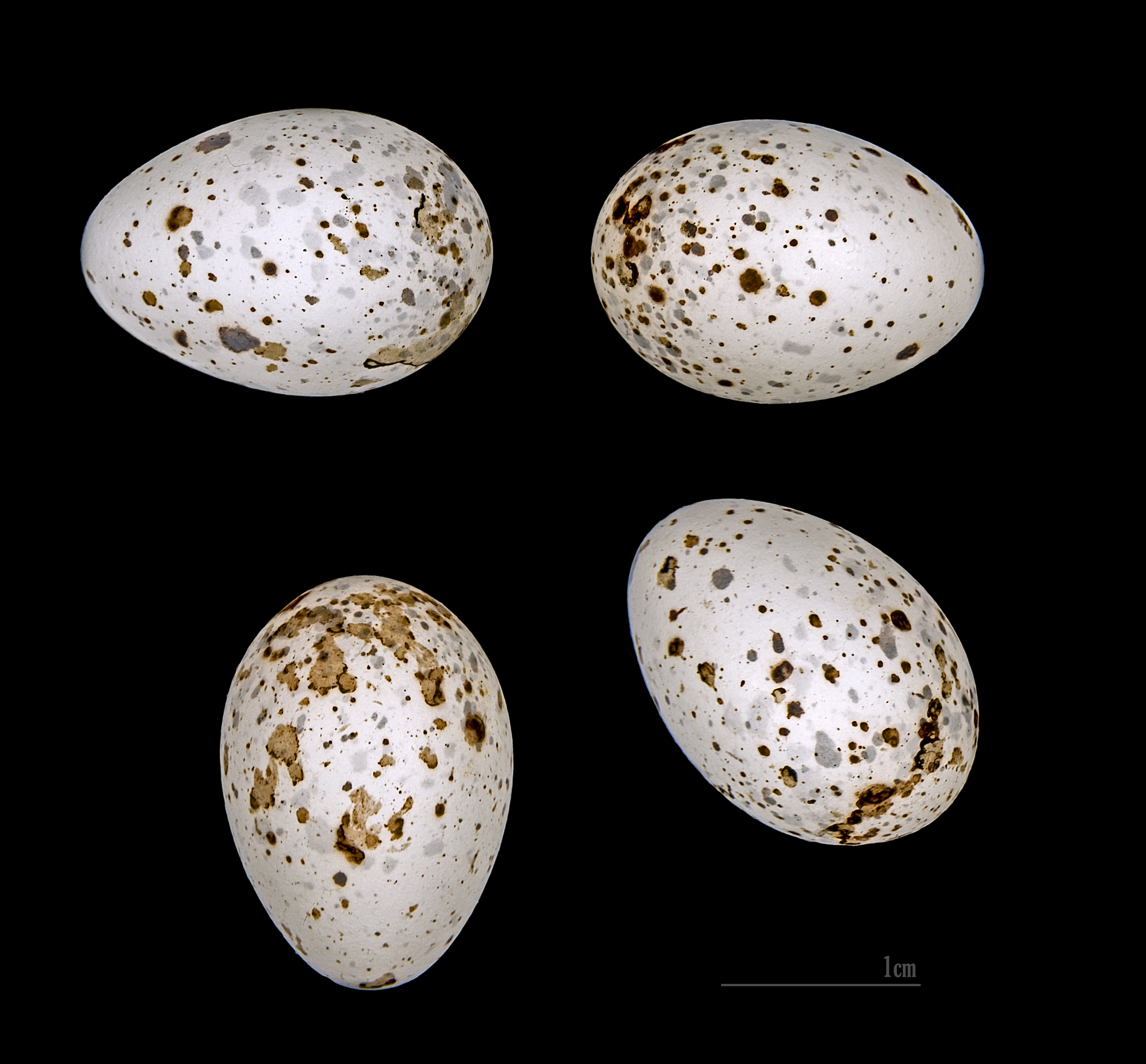
Jaja

## Rozród
Luźno uwite gniazdo z gałązek i suchych traw znajduje się wierzchołku krzewu. Dość często gnieżdżą się w sąsiedztwie dzierzby rudogłowej (Lanius senator).

## Pokarm
Żywi się głównie stawonogami, ale również owocami, zwłaszcza jagodami.

## Status
IUCN uznaje lutniczkę zachodnią za gatunek najmniejszej troski (LC, Least Concern). Liczebność populacji po taksonomicznym podziale gatunku, dokonanym w roku 2016, nie została oszacowana. Trend liczebności populacji uznawany jest za wzrostowy.